# Femmes autochtones du Québec
Femmes autochtones du Québec Inc ou FAQ est une association qui représente les femmes des Premières Nations du Québec ainsi que les femmes autochtones vivant en milieu urbain depuis 1974.

## Genèse des mouvements des femmes autochtones du Canada: 1968-1974

### Le mouvement des femmes autochtones du Canada
Autour des années 1970, un premier mouvement de femmes autochtones voit le jour au Canada. Il est fondé autour d’une dénonciation commune des clauses discriminatoires envers elles dans la Loi sur les Indiens de 1876. Les femmes autochtones s’opposent au fait que l'alinéa 12(1)(b) de la loi retire à celles qui épousent des hommes non-autochtones leur statut légal « d’indienne » et les force à quitter leur communauté de résidence. Cet alinéa empêche également la transmission du statut à leurs enfants, ce qui contribue à l’assimilation des Premières Nations, objectif premier de la législation. Cette pratique colonialiste ne s’applique toutefois pas à un homme autochtone marié à une non-autochtone, puisqu’il transmet son statut à son épouse et à sa descendance. Plusieurs militantes autochtones voient dans cette loi de 1876 une imposition des structures patriarcales de la société canadienne à des sociétés autochtones traditionnellement plus égalitaires. Le colonialisme est donc considéré comme à la base de la remise en question de la matrilinéarité qui existait dans plusieurs communautés autochtones avant le contact avec les sociétés européennes.
Pour lutter contre la discrimination envers les femmes contenue dans la Loi sur les Indiens, de nombreuses organisations de femmes autochtones sont fondées au niveau provincial partout au Canada.

### Contexte de création
Au Québec, Droits égaux pour femmes indiennes (DÉFI), un premier groupuscule pour lutter pour l’égalité juridique des femmes autochtones, est créé en 1968 dans la communauté de Kahnawake à l’initiative de la femme mohawk Mary Two-Axe Early.
Quelques années plus tard, en 1974, cette dernière aide à fonder l'organisation Femmes Autochtones du Québec Inc. Bien que l'association naisse de l'initiative communautaire des femmes de Kahnawake, elles souhaitent à agir au nom de toutes les femmes autochtones de la province. La création dans les mêmes années de plusieurs autres organisations provinciales et nationales, telles l'ONWA et l'AFAC, démontre une prise de conscience collective de l'effet néfaste des discriminations coloniales qui touchent ces femmes autochtones.
Le choix de créer une organisation spécifiquement pour et par les femmes autochtones relève entre autres du fait que plusieurs d'entre elles ne se reconnaissent pas dans les divers mouvements féministes québécois, puisqu'ils font une critique du patriarcat, sans se soucier des rapports de force au sein des organisations féministes.
Elles sont également généralement exclues des mouvements de revendications autochtones, puisqu'ils dénoncent davantage un système colonialiste que des problèmes reliés au sexisme. En effet, en 1974, l’Assemblée des Premières Nations, qui faisait suite au mouvement du National Indian Brotherhood, était une assemblée de chefs autochtones. Cette organisation était majoritairement composée d’hommes, notamment parce que les autorités canadiennes de l'époque n'envisageaient pas de négocier avec des femmes ou de les placer dans des positions de pouvoir.

## Les premières années: 1974-1980

### La lutte pour le statut juridique
La FAQ est née dans un contexte bien précis, celui de la lutte contre l'alinéa 12(1)(b) de la Loi sur les Indiens. Une des premières causes derrière laquelle les femmes de la FAQ se rallient, l'organisation a pour mission initiale de lutter contre la discrimination juridique dont sont victimes les femmes autochtones au Canada. Pendant les premières années de son existence, l’essentiel des activités de l'association sont concentrées autour d’une lutte contre les provisions sexistes et racistes de la Loi sur les Indiens.

### L'opposition des représentants autochtones masculins
Pour les premières militantes de FAQ, le manque d’appui de la part du monde politique autochtone se pose rapidement comme un obstacle à leurs revendications. À l’époque, ce dernier est fortement dominé par des hommes, qui peinent à voir l’importance de l’oppression envers les femmes de leurs propres communautés. Pour plusieurs organisations autochtones, la question du statut juridique n’est pas un enjeu prioritaire, car elle est considérée “d'ordre individuel”. Elles s’intéressent plutôt aux questions qu'elles considèrent “d'ordre collectif”, soit celles concernant le territoire et l’autonomie gouvernementale. Certains vont même jusqu’à considérer la FAQ comme une adversaire à la lutte autochtone pour l’autodétermination. En 1973, la Fraternité nationale des Indiens, à majorité masculine, dénonce comme “anti-indiennes” toutes les femmes qui contestent l’alinéa 12(1)(b). Plusieurs hommes autochtones soutiennent qu’un changement de la Loi sur les Indiens dans le sens où le propose la FAQ et d’autres associations mènerait à ce que des hommes blancs mariés à des femmes autochtones intègrent les communautés autochtones et en prennent le contrôle.
En outre, la prégnance d’un discours antiféministe auprès des dirigeants autochtones décrédibilise l’action de la FAQ aux yeux de plusieurs communautés. Puisque pour les dirigeants autochtones, le féminisme est un mouvement occidental et colonialiste, la collaboration de la FAQ avec des féministes québécoises, comme la FFQ dès 1978, est perçue comme un affront envers la “tradition autochtone”.

## Victoire législative et nouvelles luttes: 1980-1989
La FAQ élargit ensuite son action pour inclure des problèmes reliés aux conditions de vie des femmes autochtones dans leurs communautés. Cette association adopte une perspective intersectionnelle en admettant que la réalité des femmes autochtones est définie par la double discrimination dont elles font l’objet au niveau national et communautaire, en tant que membres des Premières Nations, des communautés inuites et en tant que femmes.

### La loi C-31
Le travail de sensibilisation de la FAQ, conjugué à celui de milliers d’autres autochtones du pays, incite le gouvernement fédéral à adopter le projet de loi C-31 en 1985 . Ce dernier amende la Loi sur les Indiens pour permettre aux femmes autochtones ayant épousé des non-autochtones, ainsi que leurs enfants, de récupérer leur statut Indien. Attestant de l'ampleur que l'organisation a prise au niveau national, la FAQ est une des seules associations de femmes autochtones qui ait réussi à rassembler une forte mobilisation autour du projet de loi C-31.
L'adoption de la loi C-31 n'est pas une victoire complète pour les femmes autochtones. Les pouvoirs pour sa mise en application sont transmis aux conseils de bande, à très forte majorité masculine. De plus, les femmes célibataires ayant retrouvées leur statut doivent obtenir une signature de la part du père pour que le statut d'autochtone soit accordé à l'enfant. Le pouvoir, bien que désormais entre les mains d'autochtones, demeure hors de portée des femmes.
Il est loin d'être facile pour les  femmes qui récupèrent leur statut indien de retrouver leur place au sein de leur communauté d'origine . Elles sont souvent péjorativement appelées « C-31 », même par les membres de leurs communautés. Dans certains cas au Québec, on leur refuse le droit de vote au sein du conseil de bande pour 10 ans, ainsi que l'accès à des logements.

### La diversification des luttes
Avec les progrès qui sont faits pour la reconnaissance du statut des femmes autochtones dans la première moitié des années 1980, la FAQ se permet d'élargir la portée de son action. Dès 1983, elle inclut dans son discours des enjeux d'ordre politique, dont la défense de l'autonomie gouvernementale des Autochtones, qui doit s'assortir, selon elle, d' une plus grande participation des femmes dans la vie politique autochtone.
À mesure que l'organisation s'agrandit, d'autres dossiers, davantage sociaux, sont préparés et présentés dans le but d'améliorer la qualité de vie des femmes et des enfants autochtones de même que la promotion du rôle des femmes dans les diverses communautés. Cette association adopte une perspective intersectionnelle en admettant que la réalité des femmes autochtones est définie par la double discrimination dont elles font l’objet au niveau national et communautaire, en tant que membres des Premières Nations, des communautés inuites et en tant que femmes.

#### La dénonciation de la violence
Dans les années 1980, et encore aujourd'hui, la violence dans les communautés autochtones est beaucoup plus élevée que la moyenne canadienne. La première préoccupation de l'association face à cet enjeu est de « nommer » la violence. Il est vite apparu essentiel d'aborder le problème sans provoquer les réactions que l'on cherchait justement à contrer; dans le même sens, il était primordial de ne pas se mettre à dos la population masculine concernée.
Les campagnes de sensibilisation au problème de la violence se multiplient au Québec dans les années 1980. Elles ont pour objectif de populariser l'idée que la violence conjugale ou familiale n'est pas une affaire privée, mais un crime contre la société. Cependant, sans nier le fait que la violence soit un crime aux yeux de la loi, la FAQ la considère comme « un mal social qui est de l'ordre de la société même ». En l'occurrence, la FAQ remet au premier plan l'importance de l'étude intersectionnelle des problèmes de violence conjugale, qui touchent gravement non seulement les communautés autochtones, mais, plus spécifiquement, les femmes au sein de ces communautés.

## Fonctionnement

### Structure
L'organisme Femmes autochtones du Québec Inc est structuré autour d'un organe principal, le Conseil des élues. Il est composé de 17 membres, dont trois membres de l'exécutif, neufs représentantes des Nations, une représentante des femmes autochtones vivant en milieu urbain, une représentante des jeunes, une représentante des aînées, une représentante des employées et la directrice générale.
Lors des conseils des nations, les membres élisent une représentante pour chaque nation ainsi qu'une représentante des autochtones vivant en milieu urbain.
FAQ siège à l’Assemblée des Premières Nations du Québec et du Labrador, ainsi qu'au conseil d’administration des Services para-judiciaires autochtones du Québec. Elle est également la seule organisation autochtone qui soit représentative de l'ensemble des groupes culturels autochtones et des quelque 54 villages et réserves dispersées à l'intérieur de la province. Alors que toutes les revendications des Nations autochtones du Québec se construisent sur une base culturelle unique et exclusive, les luttes, campagnes et programmes de la FAQ traversent toutes les régions, rejoignent toutes les Nations et atteignent même les communautés les plus éloignées du Québec nordique.
La FAQ est aussi membre du Groupe des 13, un collectif composé de 20 groupes et regroupements féministes présent dans tout le Québec, qui œuvre à la défense des droits des femmes au Québec et au Canada.